# Daminah al-Sharqiyah
Daminah al-Sharqiyah (tiếng Ả Rập: دمينة الشرقية) là một ngôi làng ở miền trung Syria, một phần hành chính của Tỉnh Homs, phía nam Homs. Các địa phương gần đó bao gồm Shinshar ở phía đông bắc, al-Buwaida al-Sharqiya ở phía tây bắc và al-Qusayr ở phía tây nam. Theo Cục Thống kê Trung ương, Daminah al-Sharqiyah có dân số 1.893 trong cuộc điều tra dân số năm 2004.
Năm 1838 Daminah al-Sharqiyah được học giả người Anh Eli Smith xếp vào một ngôi làng bị bỏ hoang.